# Liesbeth van Delft
Elizabeth Liesbeth van Delft auch Liesbeth van Doesburg (gestorben 4. September 1423 in Utrecht) war eine niederländische Ordensfrau und Subpriorin im Kloster Diepenveen, sowie Rektrix und Priorin des Klosters Jerusalem in Utrecht.

## Leben
Liesbeth van Delft gehörte 1408 zu den ersten zwölf Schwestern des neuen Klosters in Diepenveen. Dem ersten Frauenkloster der Devotio moderna. Sie war adeliger Abstammung und in ihrer Jugend Prunk und große Feste erlebt. Nach dem Tod von Dymme van Rijsen im Jahr 1413 folgte Liesbeth von Delft ihr als Subpriorin nach. Sie führte weiterhin demütig alle Pflichten einer gewöhnlichen Schwester aus, wie Waschen, Geschirrspülen, Backen, Bierbrauen und Holztragen. Aus Respekt und Mitleid mit ihrer schwachen Konstitution wollten die Schwestern ihr helfen, doch sie ließ es nicht zu. Liesbeth van Delft brach während ihrer Meditationen oft in Tränen aus, was als Zeichen großer göttlicher Gnade angesehen wurde.
In ihrer Vita im Schwesternbuch von Diepenveen wird erwähnt, dass sie schreiben konnte und die Worte des Rektors Johannes Brinckerinck auf eine Wachstafel schrieb und sie anschließend schriftlich festhielt. Mit drei weiteren Schwestern wurde sie 1418 nach Utrecht geschickt, um bei der Gründung eines neuen Klosters zu helfen. Dort wurde sie zur Rektorin ernannt und ein Jahr später, als das Kloster in Jerusalem errichtet wurde, zur Priorin gewählt. Liesbeth van Delft starb dort am 4. September 1423 an Schwindsucht. 